# 월드컵공원

겨울의 월드컵 공원 일대. 멀리 내부순환로 성산 고가가 보인다.

월드컵공원(영어: World Cup Park)은 서울특별시 마포구 상암동과 성산동 일원에 2002년 FIFA 월드컵을 기념하여 조성된 공원이다. 한강변의 쓰레기 매립장이었던 난지도 쓰레기 매집장이 폐쇄된 자리와 그 주변에 조성하였으며, 평화의 공원, 하늘공원, 노을공원, 난지천공원, 난지한강공원 등 5개의 공원으로 이루어져 있다.

## 역사
서울 서부에 있던 당시 여의도 면적과 비슷했던 난지도는 1978년 3월 18일 난지도 일대 272만m2의 쓰레기처리장 및 오물처리장 계획이 인가된 후 1993년 3월 19일 폐쇄되기까지 서울특별시에서 생산되는 모든 쓰레기가 매립되어 해발 90여m에 달하는 쓰레기산이 생기게 되었고, 주변 환경을 보존하기 위해 쓰레기매립장 안정화 사업과 생태공원화가 추진되었다.

### 월드컵경기장 건설과 공원 조성
1997년 10월 10일 쓰레기매립장에서 300여m 떨어진 상암동 일대 시유지가 서울 월드컵 경기장 건설부지로 지정되었다. 근처에 월드컵경기장이 들어서면서 난지도 생태공원 조성 사업은 난지도 공원과 월드컵 경기장, 상암동 택지개발과 연계된 대규모의 공원 조성사업으로 확대되었다.
매립장 안정화와 주변 지장물 이전 등의 사업이 이루어진 후 2001년 1월 29일 공원 조성 공사를 시작하여 월드컵 직전인 2002년 5월 1일 개장하였다.

## 구성

### 평화의 공원
서울월드컵경기장 맞은편에 위치한 449,000m2의 부지에 조성된 공원으로, 공원 중앙에는 대규모의 호수인 난지연못이 조성되어 있다.
주거지역과 가깝고 교통편이 편리하며, 서울 월드컵 경기장 인근에 위치해 있어 월드컵공원 중 가장 많은 사람들이 찾는다.

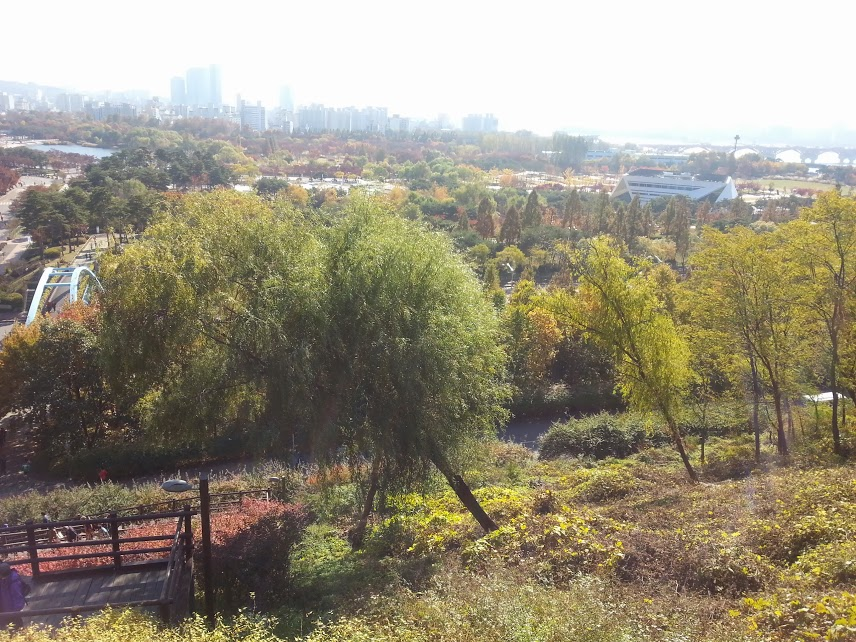
가을의 월드컵 공원 전경

### 하늘공원
난지도 제2매립지에 들어선 공원으로 해발 98m의 고지대에 위치해 있다. 곳곳에 억새풀이 심어져 있고 3만여 마리의 나비를 풀어놓아 난지도 생태계 안정에 도움을 주고 있다.
하늘공원 내에는 환경 보존을 위해 풍력발전기를 설치하여 공원 내의 가로등 등에 전기를 공급하고 있다.

### 노을공원
난지도 제1매립지에 들어선 공원으로 9홀 규모의 골프장이 조성되어 있다. 당초 매립지 안정화와 골프의 대중화를 촉진시키기 위해 골프장을 조성하였으나, 반대 여론과 서울시의 가족공원화 계획 등으로 우여곡절을 겪은 끝에 다른 공원과 달리 3년이나 늦은 2005년 10월 4일 개장하였다.
하지만 난지도 골프장은 다시 가족공원화 논란에 휩싸여 서울시는 결국 2008년 2월 19일 골프장을 폐쇄하고 골프장 부지를 다시 공원화하겠다고 밝혔다.

### 난지천공원
1978년 매립 개시 이후 매립된 쓰레기와 쓰레기에서 나오는 침출수로 인해 심하게 오염되어 있던 난지천을 생태하천으로 복원하고 그 주변에 공원을 조성하였다. 하천을 따라 산책로와 자전거도로가 조성되어 있다.

### 난지한강공원
제5공화국 당시의 한강 종합 개발 이후에도 미개발지도 남아있던 난지도 주변의 한강변을 대대적으로 정비하여 공원화하였다. 한강 유람선 선착장이 건설되어 잠실과 여의도를 운행하고 있으며, 난지캠핑장이 조성되어 단체 캠핑을 즐길 수 있다.

#### 참조
- 한강시민공원
- 한강

## 갤러리

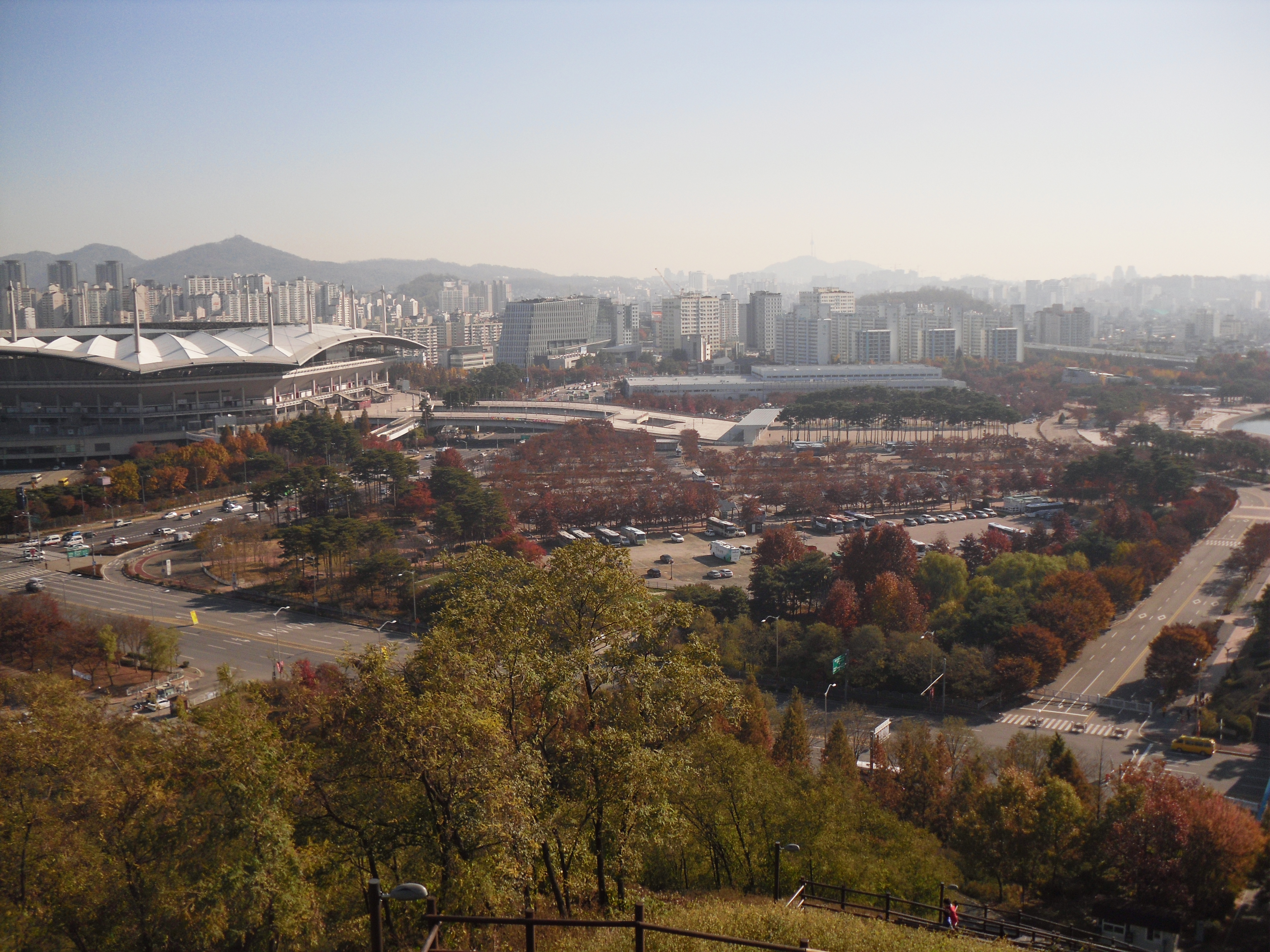
월드컵공원 주변 파노라마
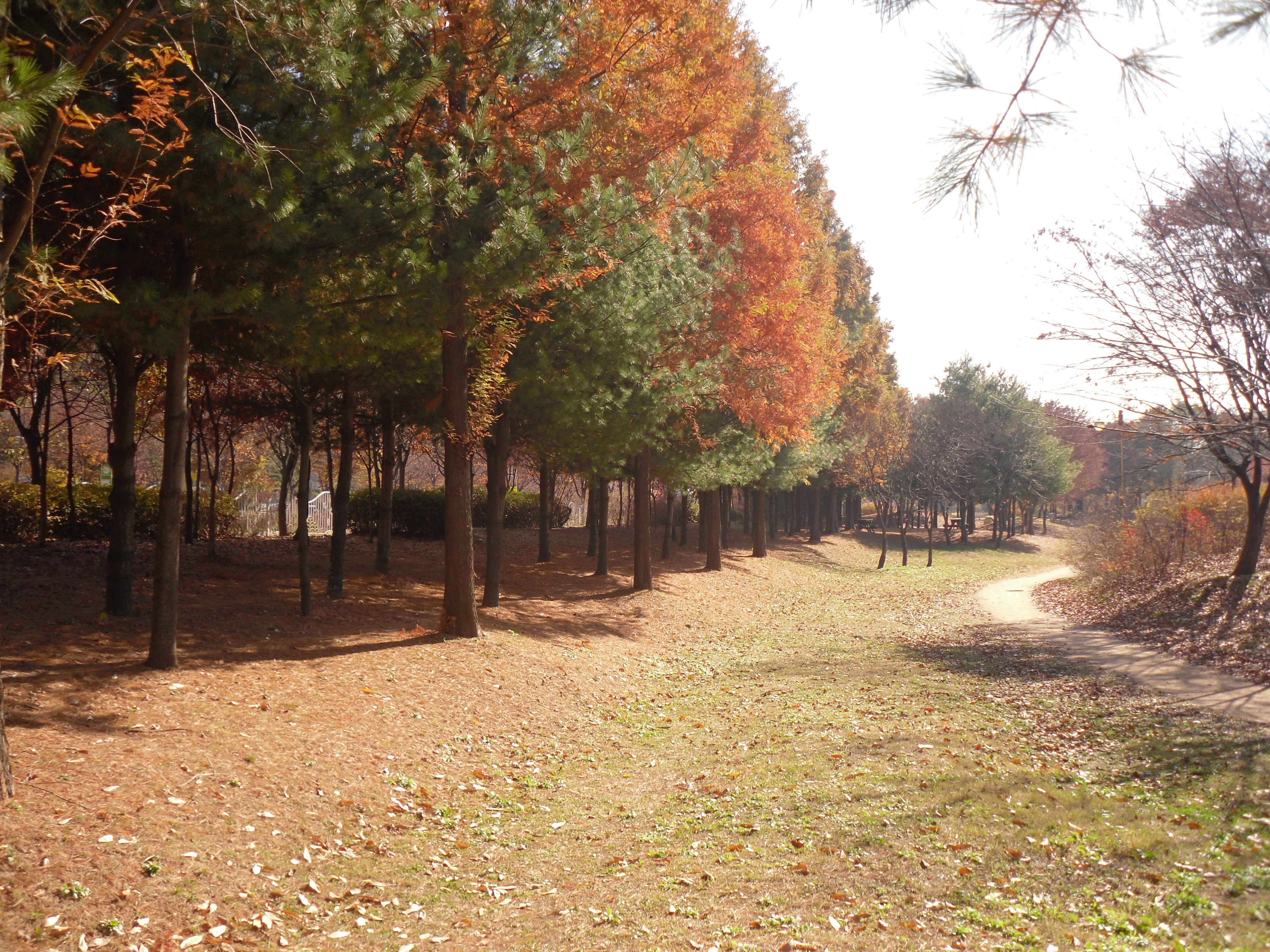
난지천 공원
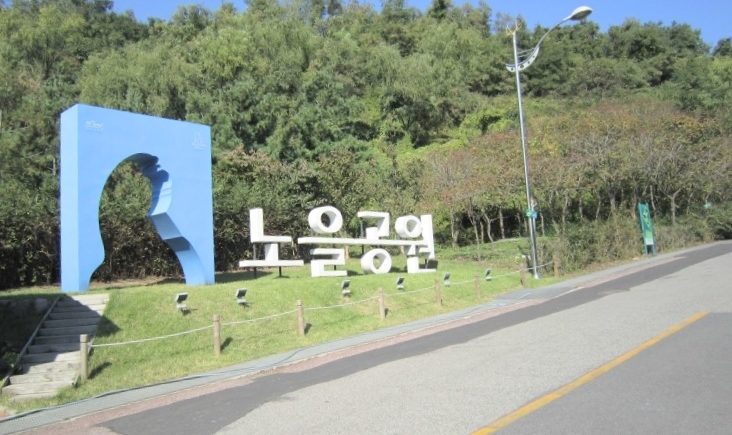
노을 공원
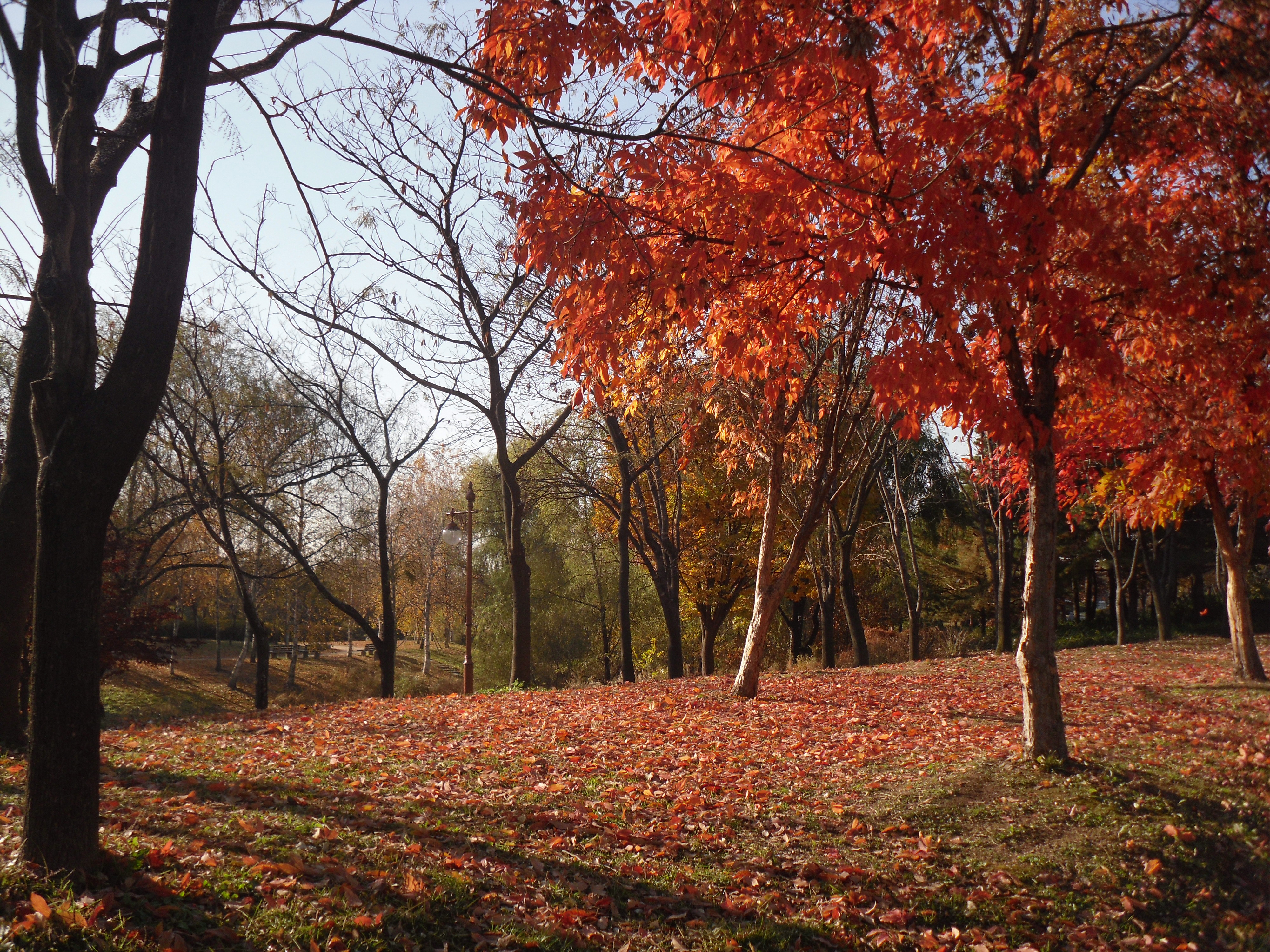
평화의 공원
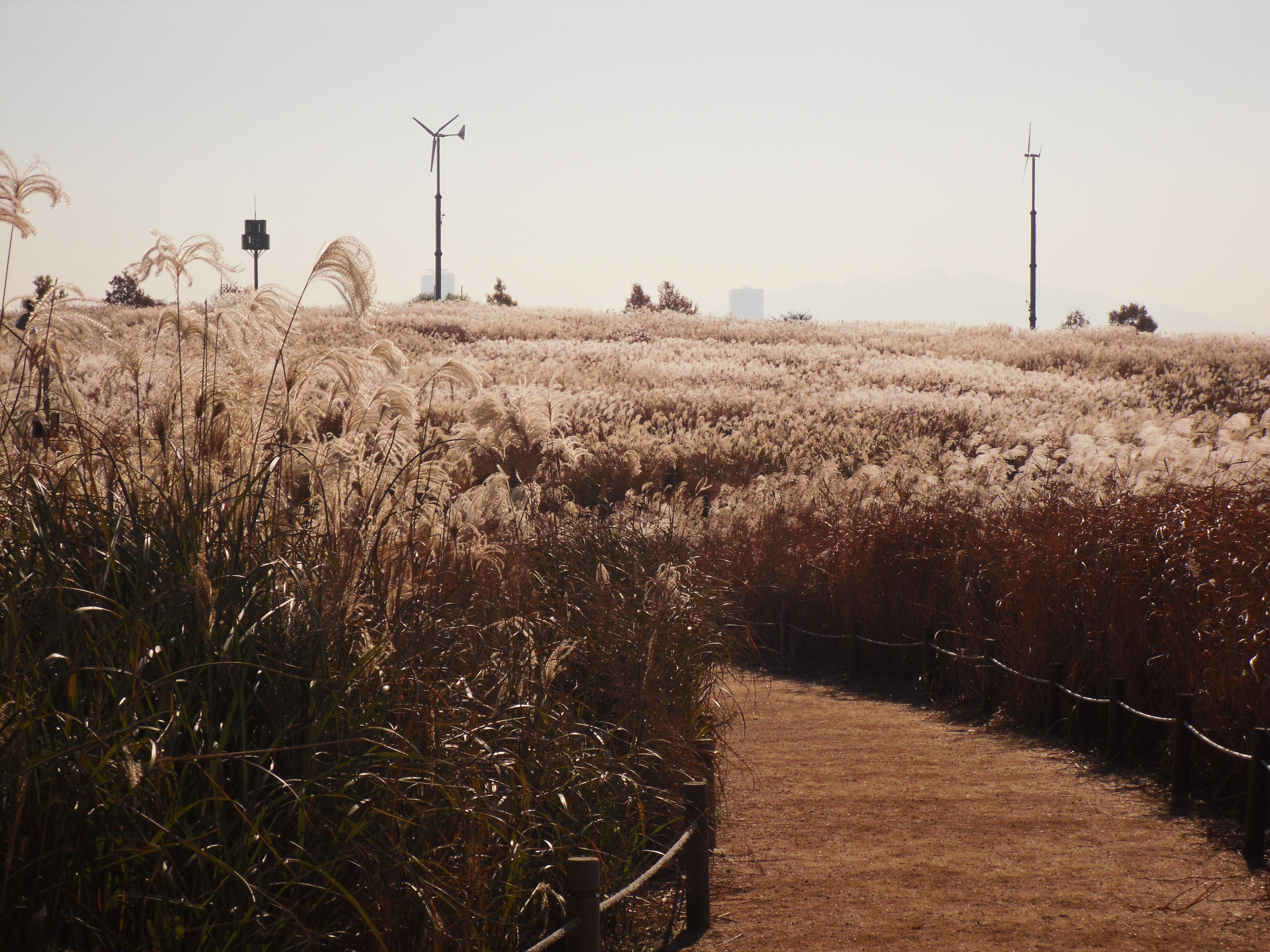
하늘 공원
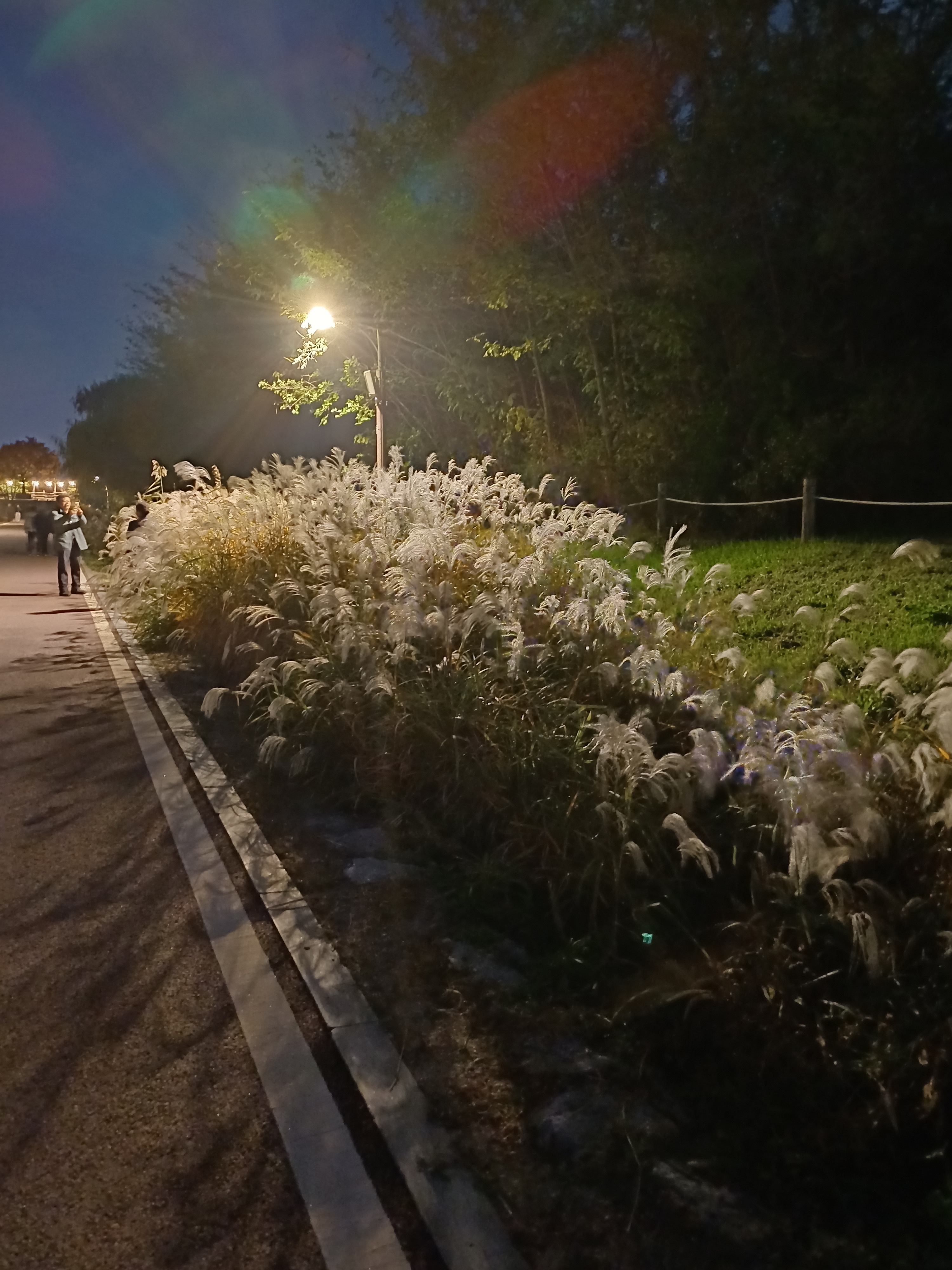
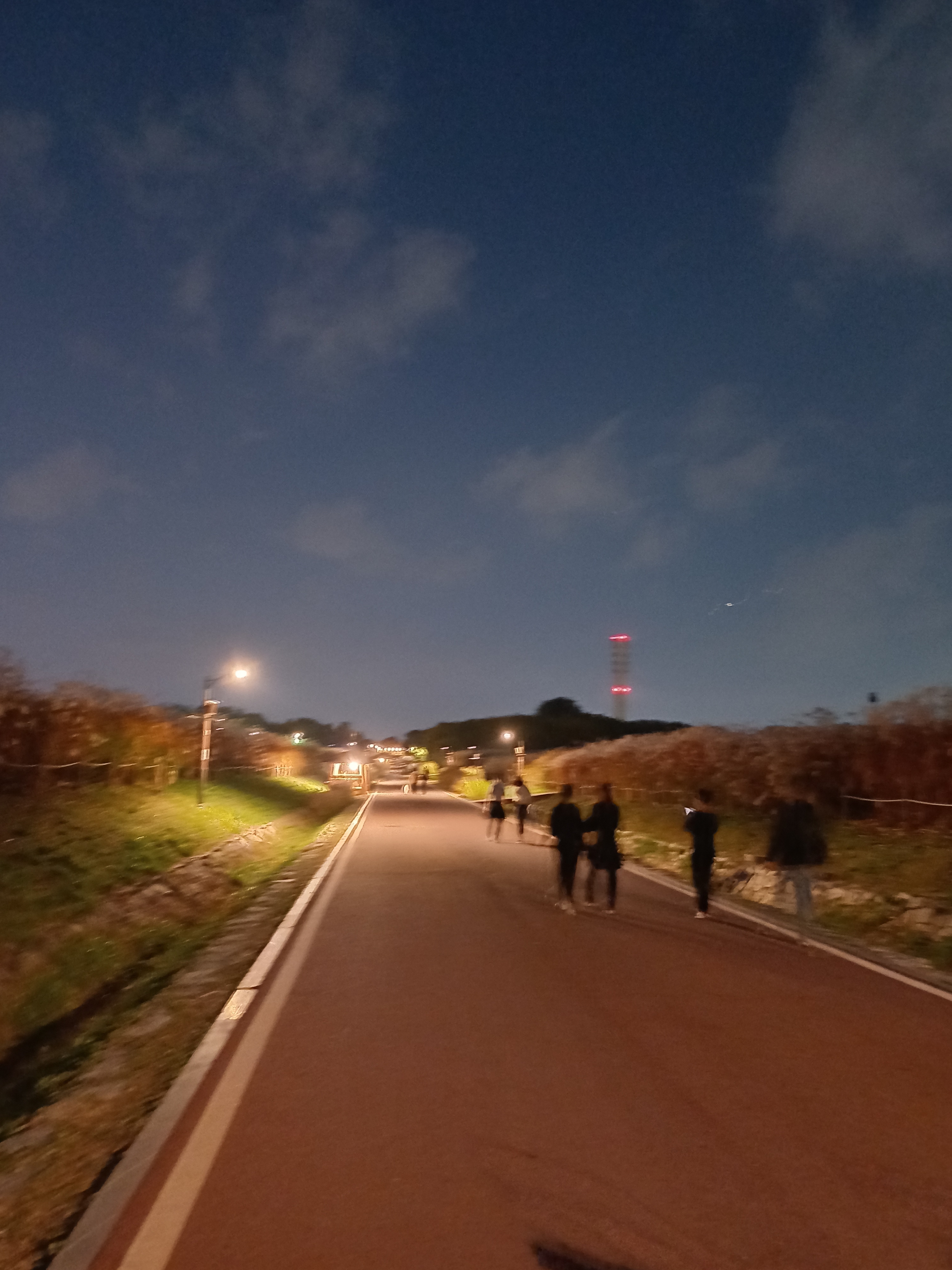
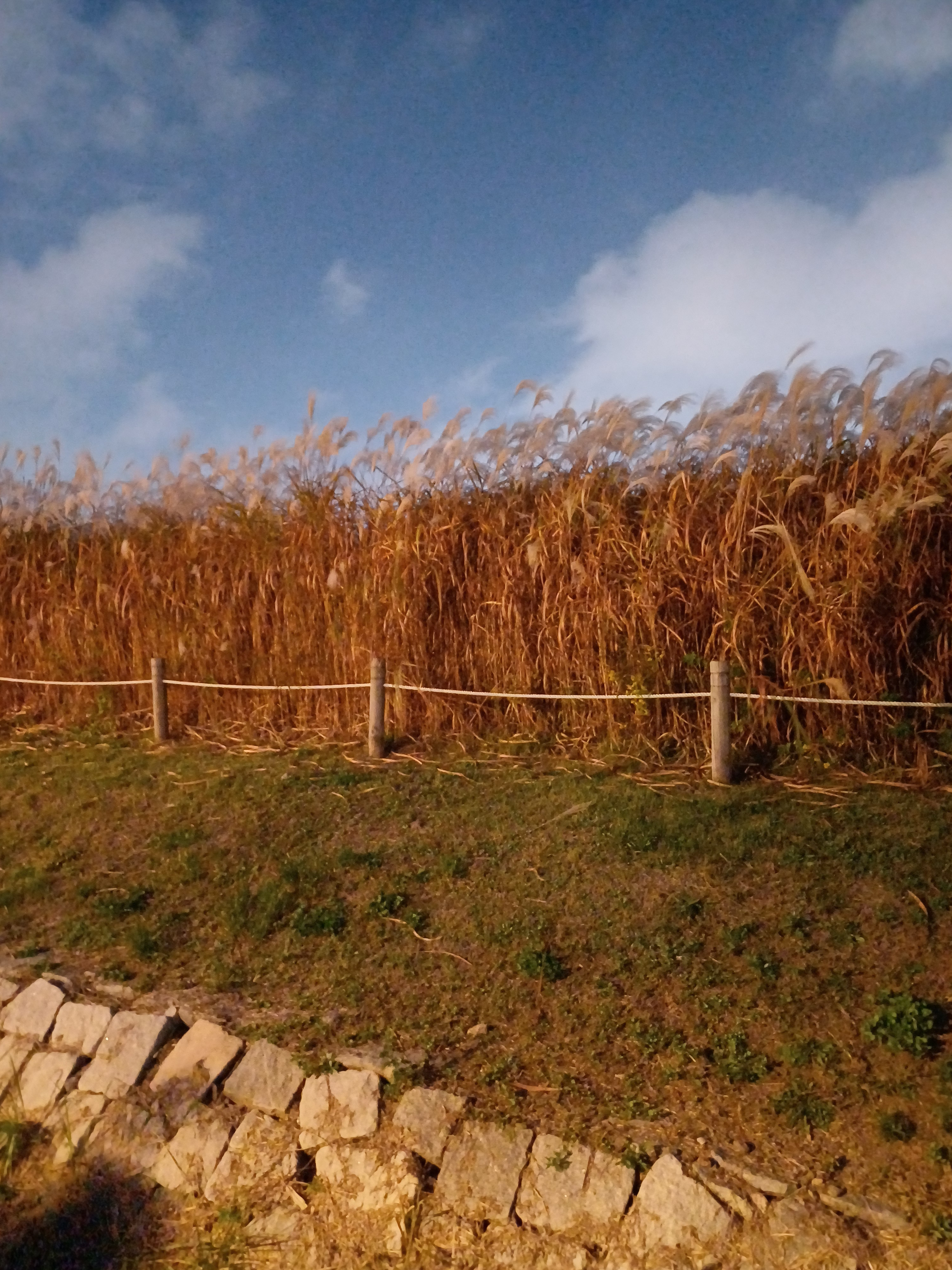

## 같이 보기
- 난지도 (서울)
- 문화비축기지